# Owusu & Hannibal
Owusu & Hannibal er en dansk electronicaduo bestående af Philip Owusu og Robin Hannibal.
Owusu og Hannibal mødtes gennem en ven og fandt hurtigt ud af at de lyttede til den samme musik og at de begge var fans af det amerikanske funkand Sly & The Family Stone. Det startede deres samarbejde og produktet blev albummet Living with Owusu & Hannibal, der udkom i 2006 på det amerikanske label Ubiquity. Det modtog fire ud af seks stjerner i musikmagasinet GAFFA.
Robin Hannibal har medvirket i andre konstellationer, bl.a. projektet Non+ med Ronni Vindal og sangeren Tuco Ifill, og har i sin egenskab som tekniker og producer sammen med Ronni Vindal desuden arbejdet med navne som Nobody Beats The Beats, UFO Yepha, L.O.C., U$O, og begge er også en del af det urbane producerkollektiv Boom Clap Bachelors.

## Diskografi
- Living with Owusu & Hannibal (2006)